# Wind Lift I
Wind Lift I — судно для спорудження вітрових електростанцій. Його особливість — замовлення в межах проекту однієї станції — BARD 1 (німецький сектор Північного моря, за 100 км на північний захід від острова Боркум).
Судно спорудили у 2010 році на литовській верфі Vakaru Western Shipyard (місто Клайпеда). За своїм архітектурно-конструктивним типом воно відноситься до самопідіймальних (jack-up) та має чотири опори максимальною довжиною по 74 метри. Пересування до району виконання робіт здійснюється самостійно, а точність встановлення на місце забезпечується системою динамічного позиціонування DP1.
Wind Lift I обладнане краном, здатним підіймати 500 тонн на висоту 31 метр (максимальна висота підйому сягає 110 метрів на поверхнею води). За проектом воно може забивати монопалі довжиною до 95 метрів. На робочій палубі площею 2224 м2 може розміщуватись до 2000 тонн вантажу (максимальне навантаження 5 тонн/м2).
На судні можливе розміщення 50 осіб. Для перевезення персоналу та вантажів Wind Lift I має гелікоптерний майданчик, розрахований на прийом машин типу Super Puma.
Одразу по прибутті з верфі, у 2010 році, судно спорудило фундаменти станції BARD 1. Планувалось, що воно ж змонтує і всі вітрові турбіни, проте під час робіт виникли певні технічні проблеми. В результаті повне введення станції в експлуатацію затягнулось аж до 2013 року, а щоб частково компенсувати затримки власники залучали до встановлення турбін чотири самопідіймальні судна інших компаній (JB-115, JB-117, Thor, Brave Tern), котрі і змонтували більшу частину вітроагрегатів.